# SMS Custozza
SMS Custozza byla jednou ze čtyř kasematových obrněných lodí Rakousko-uherského námořnictva. Ve službě byla v letech 1875–1902. Následně byla využívána jako pomocné plavidlo. Roku 1920 byla v rámci reparací předána Itálii.

## Stavba

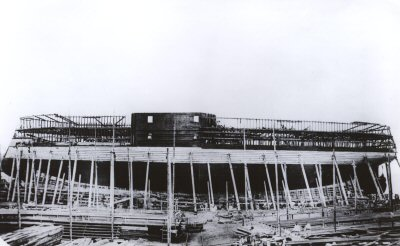
Custozza během stavby

Inženýr Josef von Romako při návrhu tohoto plavidla aplikoval zkušenosti z bitvy u Visu. Postavila jej loděnice Stabilimento Tecnico Triestino v Terstu. Kýl lodi byl založen 17. listopadu 1869, trup lodi byl spuštěn na vodu 20. srpna 1872 a hotová obrněná loď byla do služby přijata v únor 1875.

## Konstrukce

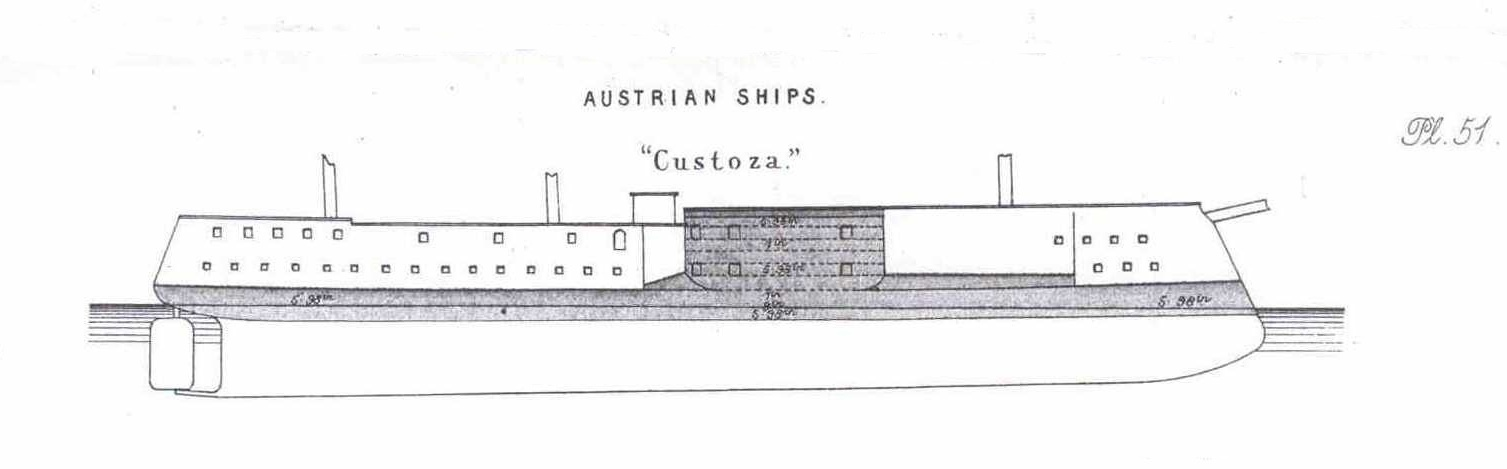
Základní uspořádání plavidla

Plavidlo bylo vyzbrojeno osmi 26cm kanóny Krupp L/22 BL a šesti 9cm kanóny L/24. Děla byla umístěna v dvoupatrové pancéřované kasematě, přičemž část jich mohla střílet směrem vpřed. Trup plavidla byl navíc opatřen klounem. Pohonný systém tvořilo osm kotlů a jeden dvouválcový horizontální parní stroj o výkonu 4158 ihp, pohánějící jeden lodní šroub. Pomocnou roli hrálo oplachtění. Nejvyšší rychlost dosahovala 13,75 uzlu. Dosah byl 2800 námořních mil při rychlosti 10 uzlů.

### Modifikace
Roku 1877 bylo oplachtění redukováno na škunerovou takeláž. V 80. letech 19. století výzbroj posílily čtyři 350mm torpédomety. V 90. letech 19. století byly instalovány ještě čtyři 47mm kanóny, pět revolverových 47mm kanónů a dva pětihlavňové 25mm kanóny Nordenfeldt.

## Služba
Od roku 1902 cvičná loď. Od roku 1914 sloužilo jako plovoucí kasárna. Po válce bylo v rámci reparací předáno Itálii. Později bylo sešrotováno.